# Informació de salut en la Viquipèdia
L'enciclopèdia en línia de la Viquipèdia ha servit, des de finals de la primera dècada del segle xxi, com una font popular per a la informació de salut tant per als llecs i, en molts casos, pels professionals de la salut. S'accedeix habitualment als articles relacionats amb la salut de la Viquipèdia mitjançant els motors de cerca (Google, etc), que amb freqüència ofereixen enllaços als articles de la Viquipèdia. S'han fet avaluacions independents del nombre i característiques demogràfiques de les persones que cerquen informació de salut a la Viquipèdia, l'abast de la informació sanitària de la Viquipèdia, i de la qualitat de la informació que conté.
En la Viquipèdia en anglès i en el 2014 es va estimar que hi havien al voltant de 25.000 articles sobre temes relacionats amb la salut. I el 2013 hi havien uns 155.000 articles sanitaris com a suma de tots el articles de les Viquipèdies en diferents idiomes, utilitzant 950.000 cites de fonts i que van rebre col·lectivament 4,8 milions de visites. Aquesta quantitat d'articles fa de la Viquipèdia un dels recursos de salut més consultats al món, o potser el recurs més consultat.

## Precisió i utilitat dels continguts

### Estudis acadèmics
Un estudi de 2007 va examinar una mostra de les pàgines de la Viquipèdia en anglès sobre els procediments quirúrgics realitzats amb major freqüència en els Estats Units, i es va trobar que el 85,7% d'ells eren apropiats per als pacients i que tenien "un nivell de notable alt de validesa interna". No obstant això, el mateix estudi també va expressar la seva preocupació per la integritat de la Viquipèdia, i va assenyalar que només el 62,9% dels articles examinats estaven lliures de "omissions crítiques".
Un estudi de 2008 va informar que la informació sobre medicaments a la Viquipèdia en anglès "té un abast més limitat, és menys completa, i té més errors d'omissió" comparada amb la informació de la base de dades en línia tradicionalment editada de Medscape Drug Reference.
Una avaluació de 2011 de 50 articles mèdics sobre la Viquipèdia en anglès va trobar que el 56% de les referències citades en aquestes pàgines es podria considerar de bona reputació, i que cada entrada conté 29 fonts acreditades de mitjana.
Un estudi de 2011 va examinar les pàgines de la Viquipèdia en anglès sobre cinc estatines i va arribar a la conclusió que aquestes pàgines no contenen informació incorrecta o enganyosa, però que sovint faltava informació sobre les interaccions entre medicaments i contraindicacions per al seu ús.
Un altre estudi de 2011, examinant els articles de la Viquipèdia en anglès sobre els 20 fàrmacs més receptats va trobar que set d'aquests articles no tenien cap referència, i va concloure que la "Viquipèdia no proporciona una informació, referida a la medicació, consistentment precisa i completa."
Una avaluació dels articles de la Viquipèdia en anglès en 2012 sobre els suplements dietètics va trobar que els articles de la Viquipèdia en anglès van ser "amb freqüència incomplets, de qualitat variable, i, de vegades incompatibles amb fonts fiables d'informació sobre aquests productes."
Una revisió de 2013 dels continguts de nefrologia a la Viquipèdia en anglès va trobar que era "un recurs mèdic complet i bastant fiable per a pacients de nefrologia que s'escriuen en un nivell de lectura universitària".
Una revisió de 2013 d'abast publicat al Journal of Medical Internet Research resumeix l'evidència existent sobre l'ús de wikis, la Viquipèdia i altres aplicacions d'escriptura en col·laboració en la cura de la salut i es va trobar que les publicacions d'investigació disponibles eren informes d'observacions en lloc dels estudis de recerca primària que serien necessaris per iniciar l'extracció de conclusions.
Un estudi de 2014 que va examinar 97 articles de la Viquipèdia en anglès sobre medicina alternativa va trobar que el 4% es podien considerar "bons articles", però la resta tendien a ser significativament més curts que els articles sobre teràpies convencionals.
Al maig de 2014, The Journal of the American Osteopathic Association (la Revista de l'Associació Americana d'Osteopatia) va publicar un article en el qual van arribar a la conclusió que "La majoria dels articles de la Viquipèdia per les 10 condicions més costoses en els Estats Units contenen errors en comparació amb les fonts estàndard revisades per parells." Arran d'aquest document, molts altres mitjans de comunicació van informar que els lectors no han de confiar en la Viquipèdia per obtenir informació mèdica. Contribuents d'articles sobre la salut de la Viquipèdia en anglès van criticar aquest estudi.
Un estudi de 2014 va trobar que quan la FDA emet noves advertències de seguretat sobre els fàrmacs, en el 41% dels casos revisats d'articles de la Viquipèdia en anglès sobre aquests fàrmacs s'actualitza per donar la nova informació de seguretat en unes dues setmanes. Un altre 23% dels articles de medicaments de la Viquipèdia s'actualitza per donar aquesta informació dins d'una mitjana del voltant de 40 dies, però el 36% dels articles no s'actualitzen amb aquesta informació dins d'un any.
Una comparació del 2014 entre la informació de fàrmacs seleccionats de llibres de text de farmacologia i la informació corresponent sobre les Viquipèdies en idioma anglès i en alemany va trobar que la informació de medicaments en la Viquipèdia cobreix la major part del que és essencial per als estudis de farmacologia de grau i que és exacta.
La llegibilitat dels articles de la Viquipèdia per l'epilèpsia i la malaltia de Parkinson va ser criticada i es va trobar que era difícil de llegir. Un altre estudi va trobar que la informació de la Viquipèdia sobre malalties neurològiques era significativament més difícil de llegir que la informació dels fullets pels pacients de l'Acadèmia Americana de Neurologia, la pàgina web de la Clínica Mayo, o MedlinePlus. Un altre estudi de 2015, aquest escrit per Samy Azer, va informar que la Viquipèdia no s'ha d'utilitzar pels estudiants de pneumologia per aprendre sobre els conceptes relacionats amb l'especialitat. Un altre estudi realitzat per Azer el 2015 va trobar que les entrades de Viquipèdia sobre les malalties cardiovasculars "no estaven dirigides a una audiència mèdica" i eren principalment inexactes degut als errors d'omissió.
Un estudi de 2016 va trobar que la informació de la Viquipèdia sobre diagnòstics comuns de medicina interna era escrita en un nivell de grau més alt que qualsevol dels altres quatre llocs estudiats (NIH, WebMD, Clínica Mayo, i llocs web de "diagnòstic específic"). Per contra, un altre estudi publicat el mateix any va trobar que els estudiants de medicina de lectura prop de tres malalties no estudiats en AccessMedicine i la Viquipèdia van experimentar menys esforç mental que va fer als lectors de les mateixes malalties en UpToDate.

### Altres punts de vista
Jimmy Wales, cofundador de la Viquipèdia, ha dit que la manca d'informació sobre la salut augmenta les morts prevenibles en els mercats emergents i que la informació de salut de Wikipedia pot millorar la salut de la comunitat. Wales va presentar el projecte Viquipèdia Zero com un canal per al lliurament d'informació de salut en els llocs on la gent té dificultats per accedir a la informació en línia.
Com a resultat de l'interès del públic pel brot d'Ebola a l'Àfrica de l'oest de 2014, la Viquipèdia va esdevenir una font popular d'informació sobre l'Ebola. Els metges que eren col·laboradors de la Viquipèdia van destacar la qualitat i utilitat de la Viquipèdia.

## Extensió de l'ús
La majoria de les persones als Estats Units utilitzen Internet com a font d'informació de temes de salut. Un estudi de 2013 va suggerir que el 22% des usuaris d'assistència sanitària busca en la Viquipèdia.
La Viquipèdia va ser descrita el 2014 com "l'única font líder d'informació sanitària per als pacients i els professionals de la salut". Un estudi d'un grup particular d'estudiants de veterinària va trobar que la majoria d'aquests estudiants buscava i trobava la informació mèdica en la Viquipèdia. Alguns metges han descrit l'ús de la Viquipèdia com un "secret culpable".
La informació de salut de la Viquipèdia ha estat descrita com "transformadora de l'aprenentatge de la medicina dels nostres pròxims metges". Diversos comentaristes en educació per a la salut han dit que la Viquipèdia és molt popular entre els estudiants de medicina.

## Naturalesa dels contribuents
Un estudi en format d'entrevista de 2014 va trobar que aproximadament la meitat dels editors de continguts relacionats amb la salut a la Viquipèdia en anglès són professionals de la salut, mentre que l'altra meitat inclou alguns estudiants de medicina. Un autor d'aquest estudi, va escriure que això ofereix "garanties sobre la fiabilitat del web". L'estudi també va trobar que la "comunitat central de revisió" (al voltant de 300 persones) vigila de manera activa les edicions de la majoria dels articles relacionats amb la salut en anglès de la Viquipèdia. L'estudi va trobar que les persones que contribueixen a aquests temes ho fan per una varietat de raons, incloent el desig d'aprendre millor els temes propis, un sentit de responsabilitat i el gaudi en millorar l'accés dels altres a la informació de salut.